# Чемпионат России по мини-футболу среди женщин 1999/2000
Места проведения туров:
- 1-й тур — Москва, 13-17 ноября,
- 2-й тур — Санкт-Петербург, 24-27 декабря,
- 3-й тур — Волгоград, 4-7 февраля,
- 4-й тур — Саратов, 19-24 марта,
- 5-й тур — Москва, 17-20 апреля,
- 6-й тур — Москва, 5-8 мая.

ИТОГОВАЯ ТАБЛИЦА ЧР-1999/00. ВЫСШАЯ ЛИГА.
1. «Локомотив» (Волгоград),
2. «Аврора» (Санкт-Петербург),
3. «Снежана» (Люберцы),
4. «Чертаново» (Москва),
5. «Ника» (Москва),
6. СК РВСН-«Синко» (Владимир),
7. «Влада» (Владимир),
8. «Волжанка» (Саратов).

## Ссылка
- http://www.championat.com/other/article-121832-k-20-letiju-zhenskogo-mini-futbola-rossii-19992000.html